# لواء المشاة الثاني (لبنان)
لواء المشاة الثاني هو لواء تابع للجيش اللبناني قاتل في الحرب الأهلية اللبنانية، وقد نشط منذ إنشائه في يناير 1983 حتى تم حله في عام 1987، وتم إعادة تشكيله في يونيو 1991.

## التأسيس
في أعقاب الغزو الإسرائيلي للبنان في يونيو - سبتمبر 1982، اقتنع الرئيس أمين الجميل، بأن وجود قوة دفاع وطنية قوية وموحدة شرطا أساسيا لإعادة بناء الأمة، وأعلن خططاً لتكوين جيش يضم 60 ألف رجل منظم في اثني عشر لواء (تم إنشاؤها من أفواج المشاة الحالية)، مدربين ومجهزين من قبل فرنسا والولايات المتحدة. في أواخر عام 1982، تمت إعادة تنظيم فوج المشاة الثاني وتوسيع نطاقه ليشمل مجموعة لواء تضم 2000 رجل، معظمهم من المسلمين السنة من شمال لبنان، والتي أصبحت في 18 يناير 1983 في مدينة الكشفية - البترون، لواء المشاة الثاني..

## تاريخ القتال

### الحرب الأهلية اللبنانية
تم نشر اللواء الثاني خلال الحرب الجبلية في مدينة طرابلس الساحلية الشمالية بقيادة العقيد عصام أبو جمرة كجزء من القيادة الشمالية للقوات المسلحة اللبنانية. وعلى هذا النحو لم يشارك اللواء في معارك سبتمبر 1983 لمنطقة الشوف أو معركة فبراير 1984 للسيطرة على الأحياء الغربية من بيروت، وظل اللواء الثاني محصوراً في ثكناته في طرابلس حتى تم حله في عام 1987 وتفرقت وحداته.

### سنوات ما بعد الحرب الأهلية 1990 حتى الآن
عند نهاية الحرب في أكتوبر 1990، شرعت قيادة الجيش اللبناني في إعادة تنظيم وتوسيع هيكل ألوية المشاة الآلية التابعة للجيش اللبناني، مع إعادة تأسيس اللواء الثاني رسميًا في طرابلس في 1 يونيو 1991.

## روابط خارجية
- Histoire militaire de l'armée libanaise de 1975 à 1990 (باللغة الفرنسية )
- الموقع الرسمي للقوات المسلحة اللبنانية
- دليل لبنان العسكري من GlobalSecurity.org
- وكالة المخابرات المركزية - كتاب حقائق العالم - لبنان نسخة محفوظة 26 ديسمبر 2020 على موقع واي باك مشين.
- مؤشر اعتراف الجيش بالمعدات العسكرية اللبنانية نسخة محفوظة 19 سبتمبر 2020 على موقع واي باك مشين.
- قوة النيران العالمية - القوة العسكرية اللبنانية
- الجيش اللبناني يحاول إعادة تسليح وتحديث نفسه
- قائمة الرغبات العسكرية اللبنانية 2008/2009 - New York Times
- MilitaryPhotos. نت، الجيش اللبناني
- MilitaryPhotos. نت، الجيش اللبناني